# Meteor Lake
Meteor Lake is de veertiende generatie van Intels Core-series microarchitectuur voor processoren. Meteor Lake is in 2023 uitgebracht en Intels eerste serie processors die op hun eigen 7nm transistor gebaseerd is. Meteor Lake is ook de eerste generatie waarvan Intel zekere onderdelen van de processor zal 'outsourcen' aan in elk geval TSMC en mogelijk andere fabrikanten.

## Geschiedenis
Het bestaan van Meteor Lake werd al gelekt in het tweede kwartaal van 2020. Dit werd later versterkt door nog meer lekken op basis van nieuwe gelekte drivers. Na een paar maanden van radiostilte was het Intel zelf die bevestigde dat Meteor Lake bestond. Dit hebben ze onder andere gedaan in een update over Intels interne fabrieken. Volgens Intel is het ontwerp van Meteor Lake afgerond in mid-2021 en In de eerste helft van 2022 waren de eerste Meteor Lake-chips in staat om in Windows op te starten. Ook is er bevestigd dat de server-versie van Meteor Lake 'Granite Rapids' zal krijgen als codenaam.

## Veranderingen
Veranderingen tegenover Raptor Lake zijn genoemd in Intels presentatie op 23 maart 2022. Dit zijn ze op een rij:
- Gebruik zal worden gemaakt van Foveros. Dit staat ook bekend als '3D packaging'.
- Nieuwe 'Intel 4' transistor. (voorheen bekend als 7nm)
- Medewerking van TSMC aan bepaalde delen van de processor.

Verder is er nog steeds een Hybrid Design zoals bij Alder Lake, al zij het een verbeterde versie ervan.